# Hyainailouros

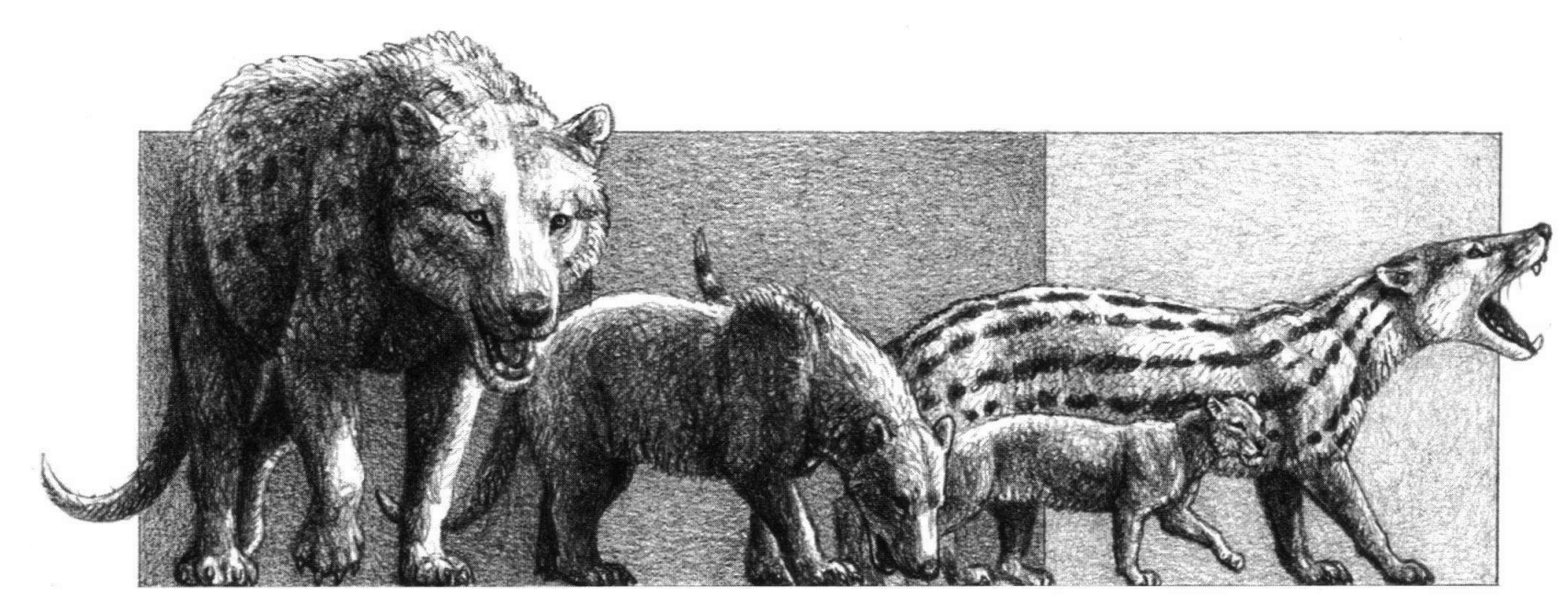
Реставрація H. sulzeri (крайній ліворуч), Cynelos eurydon, Afrosmilus africanus та H. napakensis (крайній правий)

Hyainailouros — викопний рід гієнодонтових ссавців родини Hyainailouridae, які жили в міоцені, з яких було щонайменше три види, поширені в Європі, Африці та Азії. Близько споріднений з іншими великими африканськими креодонтами, такими як Simbakubwa і Megistotherium, Hyainailouros, був напівпальцеходячим і, ймовірно, був здатний на великі стрибки.